# قلعه نو
قلعه نو هي بلدة، في أفغانستان، تقع في قلعه نو ‏، هي عاصمة ولاية بادغيس، بلغ عدد سكانها 5,340 نسمة وذلك حسب إحصائيات سنة 1979.

## المناخ
يظهر الجدول التالي التغييرات المناخية على مدار السنة لقلعه نو:
| البيانات المناخية لـقلعه نو       | البيانات المناخية لـقلعه نو | البيانات المناخية لـقلعه نو | البيانات المناخية لـقلعه نو | البيانات المناخية لـقلعه نو | البيانات المناخية لـقلعه نو | البيانات المناخية لـقلعه نو | البيانات المناخية لـقلعه نو | البيانات المناخية لـقلعه نو | البيانات المناخية لـقلعه نو | البيانات المناخية لـقلعه نو | البيانات المناخية لـقلعه نو | البيانات المناخية لـقلعه نو | البيانات المناخية لـقلعه نو |
| الشهر                             | يناير                       | فبراير                      | مارس                        | أبريل                       | مايو                        | يونيو                       | يوليو                       | أغسطس                       | سبتمبر                      | أكتوبر                      | نوفمبر                      | ديسمبر                      | المعدل السنوي               |
| --------------------------------- | --------------------------- | --------------------------- | --------------------------- | --------------------------- | --------------------------- | --------------------------- | --------------------------- | --------------------------- | --------------------------- | --------------------------- | --------------------------- | --------------------------- | --------------------------- |
| الدرجة القصوى °م (°ف)             | 23.2 (73.8)                 | 25.4 (77.7)                 | 32.7 (90.9)                 | 33.5 (92.3)                 | 39.1 (102.4)                | 42.5 (108.5)                | 42.8 (109.0)                | 40.0 (104.0)                | 37.7 (99.9)                 | 35.0 (95.0)                 | 30.5 (86.9)                 | 26.5 (79.7)                 | 42.8 (109.0)                |
| متوسط درجة الحرارة الكبرى °م (°ف) | 6.3 (43.3)                  | 7.4 (45.3)                  | 14.9 (58.8)                 | 21.9 (71.4)                 | 29.0 (84.2)                 | 33.7 (92.7)                 | 35.8 (96.4)                 | 33.5 (92.3)                 | 29.0 (84.2)                 | 23.0 (73.4)                 | 16.7 (62.1)                 | 10.2 (50.4)                 | 21.8 (71.2)                 |
| المتوسط اليومي °م (°ف)            | 0.1 (32.2)                  | 2.4 (36.3)                  | 3.6 (38.5)                  | 15.1 (59.2)                 | 20.8 (69.4)                 | 25.8 (78.4)                 | 28.2 (82.8)                 | 25.3 (77.5)                 | 20.5 (68.9)                 | 14.0 (57.2)                 | 8.6 (47.5)                  | 3.9 (39.0)                  | 14.0 (57.2)                 |
| متوسط درجة الحرارة الصغرى °م (°ف) | −4.0 (24.8)                 | −2.4 (27.7)                 | 2.9 (37.2)                  | 8.9 (48.0)                  | 12.0 (53.6)                 | 15.8 (60.4)                 | 18.2 (64.8)                 | 16.1 (61.0)                 | 10.0 (50.0)                 | 5.0 (41.0)                  | 1.8 (35.2)                  | −0.8 (30.6)                 | 7.0 (44.5)                  |
| أدنى درجة حرارة °م (°ف)           | −27.3 (−17.1)               | −26.1 (−15.0)               | −10.9 (12.4)                | −9.0 (15.8)                 | 2.3 (36.1)                  | 6.6 (43.9)                  | 11.2 (52.2)                 | 6.3 (43.3)                  | 0.2 (32.4)                  | −7.0 (19.4)                 | −9.6 (14.7)                 | −23.4 (−10.1)               | −27.3 (−17.1)               |
| الهطول مم (إنش)                   | 63.9 (2.52)                 | 77.0 (3.03)                 | 97.5 (3.84)                 | 47.3 (1.86)                 | 12.3 (0.48)                 | 0.0 (0.0)                   | 0.0 (0.0)                   | 0.0 (0.0)                   | 0.6 (0.02)                  | 6.7 (0.26)                  | 17.9 (0.70)                 | 53.4 (2.10)                 | 376.6 (14.81)               |
| متوسط الأيام الممطرة              | 5                           | 7                           | 10                          | 9                           | 3                           | 0                           | 0                           | 0                           | 0                           | 2                           | 4                           | 5                           | 45                          |
| متوسط الأيام المثلجة              | 6                           | 5                           | 3                           | 0                           | 0                           | 0                           | 0                           | 0                           | 0                           | 0                           | 1                           | 3                           | 18                          |
| متوسط الرطوبة النسبية (%)         | 78                          | 75                          | 75                          | 70                          | 53                          | 39                          | 37                          | 37                          | 43                          | 53                          | 60                          | 76                          | 58                          |
| ساعات سطوع الشمس الشهرية          | 127.4                       | 120.8                       | 170.9                       | 162.5                       | 264.0                       | 344.8                       | 367.2                       | 334.0                       | 310.8                       | 197.0                       | 175.4                       | 110.2                       | 2٬685                       |
| المصدر: NOAA (1970-1983)          |                             |                             |                             |                             |                             |                             |                             |                             |                             |                             |                             |                             |                             |